# PICU 小児集中治療室
『PICU 小児集中治療室』（ピーアイシーユー しょうにしゅうちゅうちりょうしつ）は、2022年10月10日から12月19日までフジテレビ系「月9」枠にて放送されたテレビドラマである。主演は吉沢亮。
同枠で放送され、シリーズが2作製作された『監察医 朝顔』の制作陣が集結して製作されている。
PICU（Pediatric Intensive Care Unit、小児集中治療室）とは、難病を患っていたり、怪我あるいは急病により身体が重篤な状態で、集中治療を必要とする15歳までの小児患者を対象に専門的に治療を行う場所のことである。
2024年4月13日にスペシャルドラマ「PICU 小児集中治療室 スペシャル 2024」を放送された。同年4月よりFODにてスピンオフ作品「PICU〜小児集中治療室〜スピンオフ」を配信。

## あらすじ
北海道で生まれ育った志子田武四郎は、札幌丘珠空港近くの丘珠病院に勤務する若手小児科医。ある日、武四郎は病院に新設されたばかりのPICU（小児集中治療室）への異動を命じられる。
広大すぎる北海道ゆえの壁、人材不足、奨学金返済や網走での過酷な勤務に疲れ果てた友人の自殺未遂、バスガイドとして女手一つで育ててくれた母が病ののち亡くなってしまうなど、次々と試練を受ける。
武四郎は治療困難な患児の治療方法をいろいろと探るが、医師としての自信を無くし仕事への意欲も失いかける。退職願を出して自宅に引きこもる武四郎だったが、稚内の医師の励ましや地元に戻った患児からの手紙により再起する。

## キャスト

### 主要人物
志子田武四郎（しこた たけしろう）〈27〉
演 - 吉沢亮（中学時代：榎本司、幼少期：佐藤大空）
丘珠病院に勤務する小児科医。新設されたPICUに配属される。
北海道生まれで幼少期に父親を亡くし、地元で母親と二人で暮らしている。母親を安心させるため医師を志した。
丘珠病院にPICUが設立されるきっかけとなる、星野沙羅を救えなかったもどかしさを綴った手紙を鮫島知事へ送っている。
植野や一部の子供から「しこちゃん先生」と呼ばれる。
植野元（うえの はじめ）
演 - 安田顕
丘珠病院PICU科長。鮫島知事から要請を受け、東京から赴任したPICU医。日本各地でPICUの開設を進める人物。
広大な北海道に対応できる医療用ジェット機を運用する日本屈指のPICU開設を目指す。
PICU設立のきっかけが武四郎の鮫島知事への手紙であったことから、彼をPICUに招聘している。
共立大病院の渡辺がPICU科長に就任すれば、札幌の各病院が連携して医療用ジェット機が常駐できるようになると考え、丘珠病院を去ることを決意する。
トンネル崩落事故後に渡辺がPICU科長の話を断っため、丘珠病院に残った。
綿貫りさ（わたぬき りさ）
演 - 木村文乃
丘珠病院の救急救命医。植野に誘われ、PICUに配属される。
医療過誤で妊娠中の女児を亡くし、同時に子宮を失ったことで心に傷を負っており、病院に対して訴訟を起こすが、敗訴したことが最終話で語られた。
本来は穏やかな性格だが、上記の出来事が原因で心を閉ざして一切笑わなくなり、武四郎に対しても「使えない医者」という認識で必要以上に辛辣に接する傾向があった。しかし、裁判の経緯をPICUスタッフに話した後は武四郎に今までの態度を謝罪。その後は多少温厚になり、笑顔もみせるようになった。
時折、ストレスから無意識に腕が痙攣する症状に襲われ、裁判が落ち着いたあともその症状が続いていた。しばらくすると、武四郎など他のスタッフもそれに気づき、彼らにフォローされる。

### 武四郎の幼馴染
涌井桃子（わくい ももこ）〈27〉
演 - 生田絵梨花
武四郎の同級生で幼馴染。家業の旅行バス会社で、北海道ツアーのバスガイドを務める。
バス運転手の翔と結婚し、第10話で女児・南々子（ななこ）を授かる。
矢野悠太（やの ゆうた）〈27〉
演 - 高杉真宙（中学時代：藤井優）
武四郎と兄弟のように育った大親友。武四郎と同じ医大を卒業後は地元の札幌を離れ、網走総合病院で救命医として勤務している。
網走での救命医の過酷な環境に疲れ果て、札幌のホテルで睡眠薬の過剰摂取で自殺を図り、意識不明の状態で丘珠病院の救命救急に搬送された。昏睡状態でICUで治療を受けたのち、意識を回復し、退院後は丘珠病院の救命救急部門に転職する。
河本舞（かわもと まい）〈27 →28〉
演 - 菅野莉央
武四郎の同級生で幼馴染。武四郎と同じ丘珠病院で小児外科医として勤務している。
幼馴染である武四郎の呼びかけに応え、PICUに参加する。

### 丘珠病院
羽生仁子（はぶ にこ）
演 - 高梨臨
看護師。東京と長野のPICUでの勤務経験があり、植野からヘッドハントされ、丘珠病院に赴任する。
3人の子を持つ母親。
今成良平（いまなり りょうへい）
演 - 甲本雅裕
ベテラン麻酔科医。不器用で力不足ながらも懸命に小児の救急救命に取り組む武四郎の姿と、植野のPICU設立に向けての真摯な姿勢に心を打たれ、PICUのスタッフに参加することを植野に告げる。
東上宗介（とうじょう そうすけ）
演 - 中尾明慶
救命救急医。武四郎の呼びかけに応え、ERと兼任という形でPICUに参加する。
浮田彰（うきた あきら）
演 - 正名僕蔵
小児外科科長。舞の上司。
鈴木修（すずき おさむ）
演 - 松尾諭
小児科科長。武四郎の元上司。武四郎にPICUへの異動を命じる。
根岸詩織（ねぎし しおり）
演 - 信川清順
看護師。武四郎の呼びかけに応え、PICUに参加する。既婚。
猿渡直也
演 - 末廣拓也
看護師。
虎田葵
演 - 芽衣子
看護師。愛称は「虎ちゃん」。
辰崎とおる
演 - 瀬川拓人
看護師。
看護師
演 - 金子ゆい、篤見澪、ふるかわいずみ、鶴﨑綾太、中山健吾、安達雪乃
医師
演 - 澤井一真

### その他
鮫島立希（さめじま たつき）〈38〉
演 - 菊地凛子
北海道知事。3年前、武四郎から星野沙羅の命を救えなかったもどかしさを訴える手紙を受け取り、そのことがきっかけで北海道にPICUを設立するべく尽力するようになる。
渡辺純（わたなべ じゅん）
演 - 野間口徹（第2話 - ）
札幌共立大学病院・救急科科長。
かつて大学病院にPICUを設立しようと奔走したが資金難で実現しなかったところ、鮫島知事の鶴の一声で丘珠病院にPICUが設立され、そのことが気に入らず知事の選挙に向けてのパフォーマンスだと毒づき、丘珠病院のPICUへの人材派遣を阻止しようとする。
鮫島知事から丘珠病院のPICUへドクタージェットを常駐させる協力要請に対しPICU科長の植野を更迭し、自分の息のかかった人物を科長に登用するよう交換条件を提示する。
これまでの経緯から丘珠病院とは敵対関係にあると思われたが、武四郎から圭吾の治療のために過去に発表した論文について何度も問い合わせを受けたことで、医師としての使命感から丘珠病院を訪問。植野や声をかけた知り合いの医師たちと圭吾の治療方法についてカンファレンスを開く。
トンネル崩壊事故で小児患者の受入が丘珠病院のPICUだけでは不足しているとの理由で、新千歳空港近くの関連病院に独自にPICUを設立すると告げ、植野が要請したPICU科長の話を断る。
志子田南（しこた みなみ）
演 - 大竹しのぶ
武四郎の母。長年の不妊治療の末、武四郎を授かったが夫を若くして亡くし、桃子の実家の旅行バス会社でバスガイドを務めながら女手一つで武四郎を育ててきた。
定年退職後はフラダンスを楽しむ傍ら、時折ヘルプでガイドの仕事を手伝っているが、膵臓がんの骨転移を武四郎に知られてしまう。
武四郎の再三なる説得の末、都内の大病院で診察を受けるが、札幌に戻って1週間もたたない内に息を引き取った。
林遥香
演 - 東野絢香
鮫島の秘書。
綿貫順平
演 - 鬼塚俊秀
医師。りさの元夫。札幌共立大学病院に勤務していたが、りさが医療過誤で大学病院を提訴したことから、大学病院を退職する。
山田透（やまだ とおる）
演 - イッセー尾形（第1話・第10話）
稚内市内の「山田医院」の院長。神崎鏡花の掛かりつけ医。
初診を誤り処置が遅れ、鏡花が亡くなったことを悔いるが、PICU設立に時間を要したと植野に告げられ、自分だけの責任と考えないようにフォローされる。
後日、インフルエンザ脳症が懸念される女児が診察に訪れたため武四郎に電話をかけ指示を仰ぐと、武四郎が札幌からわざわざ「山田医院」を訪れたが元気がない様子を察した。武四郎から母が亡くなった上に治療にあたった圭吾の命も危うい状態と聞かされ、これからどうすればいいか分からず病院に退職願を出してきたと明かした武四郎を励ます。

### ゲスト

#### 第1話
星野沙羅（ほしの さら）〈7〉
演 - 諏訪結衣
人気子役。3年前、美瑛町でドラマの撮影中に体調を崩し自動車で病院への搬送中に吐血して体調を急変させるが、小児専門の外科医や救急を受け入れる環境がなかったため、北海道中の病院をたらい回しにされた挙句、満足な治療を受けることなく亡くなってしまう。
星野直子（ほしの なおこ）
演 - 入山法子
沙羅の母親でステージママ。娘が北海道中の病院をたらい回しにされた挙句、満足な治療を受けられず亡くなったことから、自治体を相手取り裁判を起こし係争中。
小林（こばやし）
演 - 土井玲奈
ドラマのアシスタントプロデューサー。子役の沙羅が体調を崩したため、自動車を運転し病院まで搬送する。
女優
演 - 坂口紅羽
沙羅が出演するドラマの共演者。
メイク
演 - 飛世早哉香
沙羅が出演するドラマのメイク担当。
アナウンサー
演 - 千須和侑里子（北海道文化放送アナウンサー）
沙羅が急死したニュースを伝える。
神崎鏡花（かんざき きょうか）〈5〉
演 - 磯村アメリ（第10話）
腸管壊死の状態で稚内から丘珠病院のPICUに搬送されてきた女児。
適切な手当てを受けず、発症から搬送まで4時間経過していたため手の施しようがないほど悪化させており、植野の懸命な救命処置の甲斐なく亡くなってしまう。
鏡花の母
演 - 小池まり
娘の急死に打ちひしがれる。
三好凛
演 - 鈴木美羽
看護師。
母親
演 - 黒木晴香
丘珠病院小児科で武四郎に息子を診てもらう。

#### 第2話
佐渡莉子〈9〉
演 - 田中乃愛
軽度の指の火傷により、PICUに急患で運び込まれた少女。火傷の痛みを我慢して黙っていたと思われたが、弟・理玖のために冷凍食品のナゲットを油で揚げた際に誤って油に引火。気道熱傷を負って声帯を狭窄し呼吸困難に陥っていることを武四郎に気づかれ、気道を確保されたあと筆談で火傷した経緯を明かす。
元通りの声で歌えるかを心配した莉子に対し、武四郎が良かれと思い元通りの声で歌うのは難しいことを伝えると、ショックから気道確保の管を自ら抜き取り命を絶とうとするが、羽生たちに発見され事なきを得る。治療後は気持ちを落ち着かせ、ショックを与えたことを謝罪する武四郎に「いいよ」と告げ、彼の謝罪を受け入れる。
佐渡理玖〈6〉
演 - 中村羽叶（第3話・第4話・第8話）
莉子の弟。右肩に重い火傷を負い、PICUに搬送される。姉の莉子が冷凍食品のナゲットを油で揚げた際、飛び跳ねた油を被り火傷を負った。
大好きな特撮番組「梟の戦騎カント」をダビングしたDVDを武四郎からプレゼントされる。
佐渡京子
演 - 紺野まひる（第3話）
莉子と理玖の母。子供たちの火傷で児童虐待を疑われたが、子供たちが忙しい母親のために家事を手伝ったうえでの事故だったと判明する。
合唱をしている莉子が気道熱傷で元の声で歌えなくなることを知ればショックを受けると考え、植野に莉子には内密にするようお願いするが、武四郎がそれを破ったことから翌日、彼を平手打ちして怒りをあらわにした。
内山正造
演 - 内田健司
網走総合病院の医師。後輩の悠太に対して厳しく接する。

#### 第3話
杉本淳之介〈7〉
演 - 松野晃士（第4話 - 第6話・第8話）
トラックに撥ねられて肋骨骨折と肺挫傷の重症を負い、悠太の勤務する網走総合病院に緊急搬送された少年。搬送後、悠太と、悠太の様子を心配し網走を偶然訪れていた武四郎とともに救急ヘリで丘珠病院のPICUに緊急搬送される。
右肺に肋骨が刺さり、状態安定を優先させるために右肺の全摘出手術を受ける診断が下されるが、武四郎が右肺の温存を目指し、術後管理の人材応援を呼びかけPICUを正式に運営できる数の人員を丘珠病院内で確保できたことから、右肺を温存する手術に切り替えられ、自発呼吸できるまでに回復し、最後は網走総合病院に戻る。
杉本亮平〈28〉
演 - 結木滉星（第4話 - 第6話・第8話）
淳之介の父。子供が3人おり、下の子供2人の面倒を見ていたため、「梟の戦騎カント」ごっこで遊ぼうとせがむ長男の淳之介に先に外に行って遊ぶように言ったところ、トラックに撥ねられてしまったために、事故にあったのは自分のせいだと、自責の念を抱く。
淳之介を見舞うために往路6時間を掛け、網走から自動車で札幌の丘珠病院へ通っている。
看護師
演 - 氏家恵
網走総合病院の看護師。外科医がオペ中のため、急患の淳之介の救急対応を悠太に依頼する。
男の子
演 - 川原瑛都
植野が長野のPICUに勤務していた際、左肺を損傷し救急搬送された男の子。
植野の判断で左肺を温存する手術が行われ、体調を回復するが、術後管理中に体調が急変し、人手が不足していたこともあり、亡くなってしまう。

#### 第4話
羽生希子
演 - 田牧そら
仁子の娘。長女。
荷物を丘珠病院に届けさせる母・仁子と病院内で口論となる。
深田奈美〈20〉
演 - 中田乃愛（第5話）
RSウイルスに感染した新生児の母親。産後すぐに乳児院に新生児を預けており、武四郎から治療方針を決める話し合いに呼ばれても「母親にはなれない」と、出席を拒む。
妊娠後、赤ん坊の父親と連絡が取れないうち、いつしか堕胎できない時期に入ったため出産しており、両親から出産後、赤ん坊に会わないことを約束させられていた。
しかし、生まれる前から赤ん坊に蒼（あおい）と名前を付けており、綿貫からの説得で赤ん坊と面会する。
轟
演 - 生津徹（第3話）
綿貫が胎児の死産で札幌共立大学病院の医療過誤を争う裁判の、綿貫側の代理弁護人。
松本
演 - 長島慎治
札幌共立大学病院側の代理弁護人。
裁判長
演 - 宇納佑
札幌共立大学病院の医療過誤を争う裁判の裁判長。
産婦人科医
演 - 内藤聖羽
札幌共立大学病院の産婦人科医。妊娠初期に切迫流産の危機などいろいろなことがあったため、綿貫から入院したいと要望が出たものの、胎児に異常はないと帰宅させるが、綿貫が帰宅した後、子宮から大量出血し、赤ん坊を亡くし子宮を失ったことから、医療過誤で提訴されたが、綿貫の敗訴により罪を免れる。
大学病院の関係者
演 -  須田祐介
札幌共立大学病院の関係者。綿貫が大学病院の医療過誤を訴える初公判の終了後、これみよがしに「金目当てだろ」と綿貫の傍でつぶやいたことから、武四郎から猛烈に抗議される。

#### 第5話
小松圭吾〈12〉
演 - 柊木陽太（第6話 - 最終話・SP）
小学4年生のときに拡張型心筋症を患った少年。
地元の函館市内の南北海道病院で治療を受けてきたが、心不全が悪化したため、丘珠病院のPICUへドクタージェットで搬送される。
心臓移植しか助かる道がなかったものの、移植手術を拒んだことから、武四郎のアイデアでPICUのスタッフ同伴の元、桃子の実家の観光バスで札幌市内の観光スポットを東京に見立てたバス観光を行う「修学旅行」を開いてもらい、その道程で函館の学友たちから闘病を励まされ、本当の東京での修学旅行に行こうと誘いを受け、移植手術を受ける決心をする。
感染症が進行したため、補助人工心臓・移植・埋め込み型の除細動器のいずれも選択できず、武四郎の告知で函館に戻ることを母の真美子が望み転院することになり「自分が死ぬから函館に戻るのではないか」と察するが、武四郎にそんなことはないと励まされる。
函館に戻った後も懸命に生きようとする気持ちを強め、武四郎のいる丘珠病院で治療を受けたいと訪ねて来てくれた武四郎本人に吐露し、感染症の症状から奇跡的に回復し丘珠病院へ搬送される。
補助人工心臓の移植手術を受けることになり、地震の影響で一度手術が延期となるも無事成功し、函館の教会で武四郎からプレゼントを受け取る。スペシャル版にも登場し、中学生となった現在も定期的に検査入院をしている。愛読してる漫画、「チェンソーマン」にあやかって自身の補助人工心臓を「ポチタ」と呼ぶ。また、優里との仲も健在。
立花日菜〈10〉
演 - 小吹奈合緒（第6話・第7話・最終話・SP）
7歳の頃から急性リンパ性白血病により、丘珠病院で治療を受けている少女。武四郎が研修医時代からの知り合い。
トンネル崩落事故の負傷者が搬送された日に体調を崩し、PICUに移送される。スペシャル版にも登場する。
日菜の母親
演 - 山田キヌヲ（SP）
懸命に白血病と闘う娘が報われず、命を粗末にし、自殺する人がいることを苦々しく思っている。
悠太の元カノ
演 - 大貝瑠美華
悠太が中学生の頃に初めてできた彼女。
武四郎を伴って初デートで謎の展覧会に行くが、数日後に悠太を振っている。

#### 第6話
藤原優里
演 - 稲垣来泉（第7話 - 第9話）
函館に住む小学6年生。圭吾の同級生。函館から圭吾を見舞うために、札幌まで一人でやってくる。
武四郎が圭吾のために準備してくれた札幌市内を東京に見立てた観光バスによる「修学旅行」の道程で、元気になって一緒に中学、高校に進学しようと圭吾の闘病を応援するとともに、圭吾を好きな気持ちを打ち明ける。
圭吾がしゃべられなくなった姿を見て、武四郎は圭吾を見捨てて治療を放棄していると涙ながらに詰め寄る。スペシャル版では直接的に登場しないが、圭吾とは今でも交流を続けている。一度心臓移植のことを巡って圭吾と喧嘩してしまうが、その後彼に謝罪の手紙を送った。
小松真美子
演 - 野村麻純（第7話 - 最終話）
圭吾の母親。武四郎が圭吾のために準備してくれた札幌市内を東京に見立てた観光バスによる「修学旅行」で、札幌テレビ塔に到着時、東京タワーで圭吾の父と初めて手をつないだ思い出話を披露する。
圭吾の感染症が進行したため補助人工心臓も移植も、埋め込み型の除細動器も圭吾は選択できないと武四郎から告知されると、圭吾を函館に帰宅させ、終末期医療を受けさせることを希望する。
小松
演 - 古澤蓮（第8話・第9話）
圭吾の父親。

#### 第7話
須藤七海
演 - 宮崎莉里沙
急性腹症の疑いでPICUに搬送されてきた5歳の少女。血糖値から武四郎にDKA（糖尿病性ケトアシドーシス）であることを見抜かれる。以前から症状を訴えていたにもかかわらず母親に放置されていたことから、医療ネグレクトに遭っていると児童相談所に報告される。
遠藤
演 - 大川ヒロキ（第10話）
心臓外科医。圭吾は腎機能の状態が悪く、補助人工心臓の埋め込み手術にも耐えられないと主張する。

#### 第8話
後藤光〈10〉
演 - 寺嶋眞秀（第9話・第10話）
心肺停止した少年。友人の大輝とキャッチボールで遊んでいた際、高所から転落して頭部を打ち付け、硬膜外血種に脳挫傷を合併してしまう。蘇生後にERに収容され、緊急で穿頭血種ドレナージと開頭血種除去手術が行われたのち、意識を回復した。
矢本大輝〈10〉
演 - 森島律斗（第9話・第10話）
光の友人。光とキャッチボールで遊んでいた際、高所から転落して消化管穿孔が確認され、開腹手術が行われる。
術後、意識を取り戻すと、光が脳死するかもしれないことに混乱し、深い後悔に襲われる。
光の母親
演 - 須田晶紀子
意識不明で脳死する可能性のある光の様子を見て、大輝を責め立てる。
光の父親
演 -  川村陽介
大輝の母親
演 - 八重澤ひとみ
小林
演 - 中野剛
武四郎の母・南を診察した丘珠病院の腫瘍内科医。

#### 第9話
原口裕二
演 - 平原テツ
武四郎が植野に紹介された東京中央記念病院の腫瘍内科医。南の癌は多発転移しており、癌が寛解する可能性が低いと武四郎に伝える。
受付係
演 - 宮菜穂子
東京中央記念病院の受付。院内で車椅子が貸し出せることを武四郎に案内する。
観光客
演 - わかばかなめ、落合ひとみ
武四郎と南が都内で乗車した観光バスに同乗していた、観光客二人組。
スミス桜
演 - 久保田磨希
武四郎と南が都内で乗車した柴又・寅さんツアーの東京和光観光バスのバスガイド。旦那がオーストラリア人でスミスは本名。
奥野紀來（おくの きら）〈9〉
演 - 阿部久令亜（第10話）
発熱、喘息発作で倒れているところをPICUに搬送された小児患者。肺が過膨張してレントゲン写真が真っ黒に写し出されていた。父親に来院されることに動揺する。
父に心配をかけまいと無理に退院しようとして自ら点滴の管を取るなどしたため、武四郎からちゃんと治療を受けるよう優しく諭される。
奥野
演 - 永岡佑
紀來の父親。シングルファザー。娘の発作に気付かなかったことから虐待を疑われ、反省する。

#### 第10話
涌井翔
演 - 浜野謙太
桃子の夫。バス運転手。
患者
演 - ト字たかお、藤田弓子
山田病院の患者。

#### 最終話
福田
演 - 佐渡山順久
道東総合病院の救急救命医。余震によるトンネル崩落事故で被害を受けたスキー旅行行きのバスに乗車していた、負傷した小学生たちの救命応援を丘珠病院のPICUに要請する。
鈴木希（すずき のぞむ）〈11〉
演 - 太田琉星
スキー旅行行きのバスに乗車していた小学生。トンネル崩落事故の被害に遭い、右の第四肋骨を開放骨折する重傷を負い、丘珠病院のPICUに救急搬送される。
木下沙耶（きのした さや）
演 - 岡本望来
スキー旅行行きのバスに乗車していた小学生。トンネル崩落事故の負傷者が収容された小学校の体育館に設けられた軽傷者ゾーンで息苦しそうにしていたところを悠太に気付かれ、心タンポナーデの疑いから綿貫が共立大学病院の渡辺に受け入れを要請し、共立大学病院に救急搬送され一命を取り留める。奇しくも、綿貫の亡くなった娘と同じ名前だった。
野口朔太（のぐち さくた）〈11〉
演 - 原田琥之佑
スキー旅行行きのバスに乗車していた小学生。トンネル崩落事故で負傷し腹腔内出血で丘珠病院のPICUへ救急搬送されるが、カテーテル治療を受け、意識を回復する。
当間ふき（とうま ふき）
演 - 竹野谷咲
スキー旅行行きのバスに乗車していた小学生。トンネル崩落事故で長時間雪が降り続ける屋外に投げ出されていたところを救護隊に発見される。悪天候でドクターヘリが飛行できないため、道東空港にドクタージェットを準備され丘珠病院のPICUに救急搬送される道中、死を意識し、両親に好きだった気持ちを伝えるよう悠太に託けるが、生き延びて自分で伝えるように励まされ、一命を取り留める。
悠太に名前を「ゆきちゃん」と間違って励まされていた。
石川蛍（いしかわ ほたる）
演 - 中村優月
スキー旅行行きのバスに乗車していた小学生。トンネル崩落事故でトンネル内に閉じ込められ、発見が遅れたため低体温症で亡くなった状態で発見される。
フライトドクター
演 - 谷口翔太
北海道庁職員
演 - 鎌倉梓、大山真絵子（第10話）、古谷佳也（第10話）、斉木テツ（第10話）

### スペシャル
瀬戸廉
演 - 小林虎之介
丘珠病院 研修医。両親がともに東大出身の医師で、東京で大病院「瀬戸病院」を経営している。
七尾乃愛
演 - 武田玲奈
丘珠病院 研修医。
佐藤元太〈8〉
演 - 湯田幸希
利尻島で起きた事故で搬送された姉弟の弟。事故の直前、姉に対して暴言を吐いたことに負い目を感じ、家族との対面を拒む。
佐藤真子〈10〉
演 - 太田結乃
同じく事故で搬送された姉弟の姉。意識不明の重体となる。
佐藤久志、佐藤美春
演 - 中野マサアキ、前田亜季
家族でドライブ中に事故で重傷を負った姉弟の両親。
笠間義和〈10〉
演 - 塚尾桜雅
稚内で持久走中に突然倒れ心停止し、PICUまでドクタージェットで搬送された救急患者。
涌井南々子
演 - 関美琴
桃子の一人娘。
野島みどり〈20〉
演 - ここな
植野が延命措置し命は取り留めたものの、10年も意識不明で寝たきりになっている女性。
野島美代子
演 - ともさかりえ
みどりの母。
正行
演 - 兒玉宣勝
研修医だと自己紹介する七尾を訝る保護者。
武四郎の父
演 - 髙頭祐樹
武四郎の幼少期に亡くなっている。
紺野綾人
演 - 白鳥廉
看護師
演 - 有働優菜（小児科）、相原希美（小児科）、森麻里百（PICU）、初鹿史弥（ER）

## スタッフ
- 脚本 - 倉光泰子[2]
- 演出 - 平野眞[2]、相沢秀幸、阿部雅和
- 音楽 - 眞鍋昭大
- 主題歌 - 中島みゆき「俱に」（ヤマハミュージックコミュニケーションズ）[102]
- 医療監修
  - 小児外科 - 浮山越史（杏林大学病院）[1]、渡邉佳子（杏林大学病院）
  - PICU - 植田育也（埼玉県立小児医療センター）[8]
- 取材協力 - 宮城久之（旭川医科大学）[103]
- プロデューサー - 金城綾香[1]
- 制作・著作 - フジテレビ

## 放送日程
| 話数                                                                        | 放送日         | サブタイトル                             | 演出     | 視聴率 |
| --------------------------------------------------------------------------- | -------------- | ---------------------------------------- | -------- | ------ |
| 第1話                                                                       | 2022年10月10日 | 北海道に子供のためのICUを!               | 平野眞   | 10.3%  |
| 第2話                                                                       | 10月17日       | 火傷を負った幼い姉弟…「正しい判断」とは? | 平野眞   | 07.5%  |
| 第3話                                                                       | 10月24日       | ヘリで緊急搬送!迫る命のタイムリミット!   | 相沢秀幸 | 09.2%  |
| 第4話                                                                       | 10月31日       | 明かされる綿貫の過去                     | 阿部雅和 | 09.1%  |
| 第5話                                                                       | 11月07日       | 悠太に何が?知らなかった親友の想い        | 平野眞   | 07.5%  |
| 第6話                                                                       | 11月14日       | 新章突入…！志子田の成長、そして試練      | 相沢秀幸 | 08.4%  |
| 第7話                                                                       | 11月21日       | 母から衝撃の告白…志子田の苦悩            | 平野眞   | 08.3%  |
| 第8話                                                                       | 11月28日       | 願うは奇跡…心臓移植を待つ少年            | 平野眞   | 08.4%  |
| 第9話                                                                       | 12月05日       | 最終章…志子田、人生の岐路へ              | 相沢秀幸 | 08.5%  |
| 第10話                                                                      | 12月12日       | 消えた志子田…失意の先にあるもの          | 平野眞   | 08.4%  |
| 最終話                                                                      | 12月19日       | 命の物語、完結！試される、PICUの意義     | 平野眞   | 08.3%  |
| 平均視聴率 8.5%（視聴率はビデオリサーチ調べ、関東地区・世帯・リアルタイム） |                |                                          |          |        |

- 初回は21時 - 22時24分の30分拡大放送。
- 第2話の放送前（20時54分 - 21時）に、初回を5分のダイジェストにまとめた「まもなくPICU」が放送された[106]。
- 第8話は『2022 FIFAワールドカップ カメルーン×セルビア』中継（18時40分 - 21時15分）に伴い15分繰り下げられ、21時15分 - 22時9分に放送[107][108]。

| 放送日        | サブタイトル                            | 演出   |
| ------------- | --------------------------------------- | ------ |
| 2024年4月13日 | 北海道を舞台にした小児医療ドラマ、再び! | 平野眞 |

## スピンオフドラマ
『PICU〜小児集中治療室〜スピンオフ』のタイトルで、2024年4月1日より動画配信サービス「FOD」にて配信中。主演は菅野莉央。今作では、志子田の幼なじみであり同僚の河本舞にスポットを当て、北海道のグルメを紹介しながら2人の友情などが描かれる。

### キャスト（スピンオフドラマ）
- 河本舞 - 菅野莉央
- 志子田武四郎 - 吉沢亮
- 矢野悠太 - 高杉真宙
- 羽生仁子 - 高梨臨
- 涌井桃子 - 生田絵梨花
- 浮田彰 - 正名僕蔵
- 今成良平 - 甲本雅裕
- 植野元 - 安田顕
- 近藤華
- 矢野聖人

### スタッフ（スピンオフドラマ）
- 脚本 - 倉光泰子
- 演出 - 平野眞
- プロデュース - 金城綾香
- 製作著作 - フジテレビ

### 配信日程（スピンオフドラマ）
| 各話       | 配信日       | サブタイトル                               |
| ---------- | ------------ | ------------------------------------------ |
| スピンオフ | 2024年4月1日 | しこちゃん先生がモテない理由を百個教える!? |

## トラブル

### 第1話の内容を巡るトラブル
第1話において、女児を北海道美瑛町の病院から旭川市に移動した後、同市からドクターヘリで札幌市内の大学病院に運ぶシーンがあった。しかし、美瑛町は同町の病院を経ずにドクターヘリで旭川の病院に直接運ぶケースもあるとし、「町の医療体制への誤解を招く」として、該当話放送後に抗議した。その後、フジテレビは本番組の公式サイトにて、該当内容について、美瑛町関係者の気持ちを害する結果になったことを真摯に受け止める旨の声明を2022年10月25日に発表。美瑛町も同日にフジテレビとの間で和解したことと地域のイメージが明確になり地域の魅力が発信される取り組みに協力・応援する旨のコメントを発表した。

## 受賞
- 東京ドラマアウォード2024 単発ドラマ部門 優秀賞[114]

## その他
- 第5話以降、番組スポンサーを務めるサントリーとのコラボレーションの一環で、番組内にてインフォマーシャルを放映。CMには東上宗介を演じる中尾明慶と、河本舞を演じる菅野莉央が作中の人物として登場し、『金麦』を紹介した[115]。